# Kyle Catlett
Kyle Catlett, né le 16 novembre 2002 à Morristown, dans le New Jersey, est un jeune acteur américain, connu pour avoir joué le rôle principal dans le film L'Extravagant Voyage du jeune et prodigieux T. S. Spivet de Jean-Pierre Jeunet.

## Biographie
Kyle Catlett a tourné dans des publicités à l'âge de 7 ans. Il a été trois fois champion du monde de kung-fu dans la catégorie des moins de 10 ans. Il fait ses débuts à la télévision dans des séries télévisées telles que As the World Turns, Mercy Hospital (2009) ou Unforgettable (2011). Il remporte le prix du meilleur acteur au Festival international de Greenville pour son rôle dans le court métrage The Pale of Settlement, dans lequel sa petite sœur a également joué un rôle. Jean-Pierre Jeunet l'a rencontré et l'avait trouvé trop petit et trop jeune pour le rôle de Spivet, mais l'a finalement retenu parce qu'il sentait que « quelque chose se passait ».
Kyle parle couramment l'anglais, le russe (sa mère est russe) et le chinois[réf. nécessaire]. Il apprend également l'espagnol, le français, le serbe ainsi que le japonais[réf. nécessaire]. Il l'a d'ailleurs démontré et expliqué dans une vidéo promotionnelle du film TS Spivet au Japon.

## Filmographie

### Cinéma
- 2011 : The Fort : Toby
- 2013 : The Pale of Settlement : Moische
- 2013 : L'Extravagant Voyage du jeune et prodigieux T. S. Spivet : T. S. Spivet
- 2014 : Poltergeist : Griffin Bowen
- 2017 : Vigilante (en) : Zach

#### Télévision
- 2009 : Mercy Hospital : Henry Morton (1 épisode)
- 2011 : Unforgettable : Max Seiferth (1 épisode)
- 2013 : The Following : Joey Matthews (15 épisodes)